# Joël Kiassumbua
Joël Kiassumbua (ur. 6 kwietnia 1992 w Lucernie) – piłkarz z Demokratycznej Republiki Konga grający na pozycji bramkarza. Od 2018 jest piłkarzem klubu Servette FC.

## Kariera piłkarska

### Kariera klubowa
Swoją karierę piłkarską Kiassumbua rozpoczął w klubie FC Luzern. W 2010 roku stał się członkiem pierwszej drużyny. Jeszcze w trakcie sezonu 2010/2011 odszedł do SC Kriens. Zarówno w Luzern, jak i w Kriens nie zadebiutował. Latem 2011 został zawodnikiem FC Rapperswil-Jona i grał w nim przez rok.
W 2012 roku Kiassumbua został piłkarzem FC Wohlen. Swój debiut w nim w Challenge League zaliczył 6 kwietnia 2013 w wygranym 2:1 wyjazdowym meczu z FC Vaduz. W 2017 roku odszedł z klubu i przeszedł do FC Lugano. Zadebiutował w nim 18 listopada w wygranym meczu z FC Sankt Gallen. Pięć dni później zachował czyste konto w meczu z Hapoelem Beer Szewa, debiutując w europejskich pucharach. W 2018 roku podpisał kontrakt z Servette FC.
| Sezon   | Klub               | Kraj       | Rozgrywki         | Mecze | Gole |
| ------- | ------------------ | ---------- | ----------------- | ----- | ---- |
| 2010/11 | FC Luzern          | Szwajcaria | Super League      | 0     | 0    |
| 2010/11 | SC Kriens          | Szwajcaria | Challenge League  | 0     | 0    |
| 2011/12 | FC Rapperswil-Jona | Szwajcaria | 1. Liga Promotion | 5     | 0    |
| 2012/13 | FC Wohlen          | Szwajcaria | Challenge League  | 3     | 0    |
| 2013/14 | FC Wohlen          | Szwajcaria | Challenge League  | 5     | 0    |
| 2014/15 | FC Wohlen          | Szwajcaria | Challenge League  | 31    | 0    |
| 2015/16 | FC Wohlen          | Szwajcaria | Challenge League  | 29    | 0    |
| 2016/17 | FC Wohlen          | Szwajcaria | Challenge League  | 30    | 0    |
| 2017/18 | FC Lugano          | Szwajcaria | Super League      | 14    | 0    |
| 2018/19 | Servette FC        | Szwajcaria | Challenge League  | 5     | 0    |
| 2019/20 | Servette FC        | Szwajcaria | Super League      | 0     | 0    |

### Kariera reprezentacyjna
Kiassumbua grał w młodzieżowych reprezentacjach Szwajcarii na różnych szczeblach wiekowych. W 2009 roku grał w reprezentacji Szwajcarii U-17 na Mistrzostwach Świata U-17. Szwajcaria wygrała ten turniej.
W reprezentacji Demokratycznej Republiki Konga Kiassumbua zadebiutował 31 marca 2015 roku w przegranym 0:1 towarzyskim meczu z Irakiem. W 2017 roku został powołany do kadry na Puchar Narodów Afryki 2017.